# Filippo Campanelli
Filippo Campanelli (Matelica, 1 de maio de 1739 – Roma, 18 de fevereiro de 1795) foi um cardeal italiano da Igreja Católica, que serviu como Pró-Datário de Sua Santidade.

## Biografia
Fez seus primeiros estudos em Fermo, no Colégio Marcial; em seguida, mudou-se para Roma para frequentar a Universidade La Sapienza, em Roma, onde obteve um doutorado em direito utroque iure, tanto em direito canônico quanto civil.Para muitos, foi advogado da cúria, adquirindo uma experiência jurídica cada vez mais extensa, que demonstrou no panfleto Dissertatio de alluvionibus et paludibus et pascuis ad alium translatis, Romae 1779.
Foi nomeado Prelado doméstico de Sua Santidade, em dezembro de 1780, quando também foi nomeado consultor da Sagrada Congregação da Inquisição Romana e Universal (Santo Ofício) e cônego da Basílica de São Pedro. Em janeiro de 1781, torna-se Protonotário apostólico. Torna-se auditor de Sua Santidade, em abril de 1782 e este posto o colocou continuamente em contato direto com o Papa. Torna-se examinador dos bispos, em julho de 1782.
Foi criado cardeal pelo Papa Pio VI no consistório de 30 de março de 1789, recebendo o chapéu vermelho em 2 de abril de 1789 e o título de cardeal-diácono de Santa Maria da Scala em 3 de agosto seguinte.
Foi nomeado Pró-Datário de Sua Santidade em 3 de abril de 1789. Foi membro das Sagradas Congregações do Santo Ofício, Ritos, Concílio Tridentino, Consistório, Avinhão e Loreto. Foi membro da comissão criada pelo Papa em 1789 para examinar o Puntuazioni de Ems e os Atos do Sínodo de Pistoia, juntamente com os cardeais Gian Francesco Albani, Leonardo Antonelli, Hyacinthe Sigismond Gerdil, C.R.S.P., e Francesco Saverio de Zelada, secretário de Estado. Foi concedida dispensa para ser cardeal diácono sem ter recebido as ordens menores, em 26 de março de 1790. Depois que a Revolução eclodiu na França, ele foi convidado a se juntar, juntamente com os cardeais Gian Francesco Albani, Vitaliano Borromeo, Leonardo Antonelli, Guglielmo Pallotta e Gregorio Antonio Maria Salviati, à Congregação para os Assuntos da França, que deveria examinar a situação que se seguiu à promulgação da Constituição Civil do Clero e orientou as decisões difíceis do papa que se reunia a cada dois dias com o cardeal Zelada, secretário de Estado.
Transferido para a diaconia de Santo Ângelo em Pescheria, em 29 de novembro de 1790 e para a diaconia de São Cesário em Palatio, em 26 de setembro de 1791, o cardeal Campanelli teve um papel proeminente nas difíceis negociações entre os Estados Pontifícios e o Reino de Nápoles, cujas relações pioraram gradualmente em 1790. Após o encontro entre o Papa Pio VI e o rei Fernando IV de Nápoles, que visitou Roma na primavera de 1791, tentou-se encontrar uma solução para o conflito que se concentrou em três questões fundamentais: a nomeação dos bispos, a jurisdição do núncio papal e a do tribunal eclesiástico. As negociações para um acordo foram realizadas em Castelleone de 24 a 31 de julho de 1792, entre o Plenipotenciário Papal, o Cardeal Campanelli, e o Ministro Napolitano Sir John Francis Edward Acton. Apesar da capacidade do cardeal, as negociações encalharam, terminando com um impasse. Ele permaneceu, no entanto, o maior especialista no problema entre Roma e Nápoles, de modo que, durante uma aproximação subsequente entre as duas partes, realizada no verão de 1794 em Roma, o papa o manteve a par dos últimos acontecimentos.
Em 1793, foi convidado pela Secretaria de Estado a entrar em contato com John Coxe Hippisley, enviado do governo britânico em Roma, por ocasião da aproximação diplomática entre a Santa Sé e a Inglaterra causada por interesses contrarrevolucionários comuns. O cardeal Campanelli, como parte dessa atividade, sugeriu ao clero britânico e irlandês uma linha rigorosa de lealdade ao governo. Como resultado de sua habilidade neste assunto, ele foi nomeado protetor dos católicos do Reino Unido em 27 de janeiro de 1795.
Morreu em 18 de fevereiro de 1795, em Roma. Velado na igreja de San Marcello, onde decorreu o funeral e sepultado em sua diaconia, San Cesareo in Palatio.